# Ashton-under-Lyne

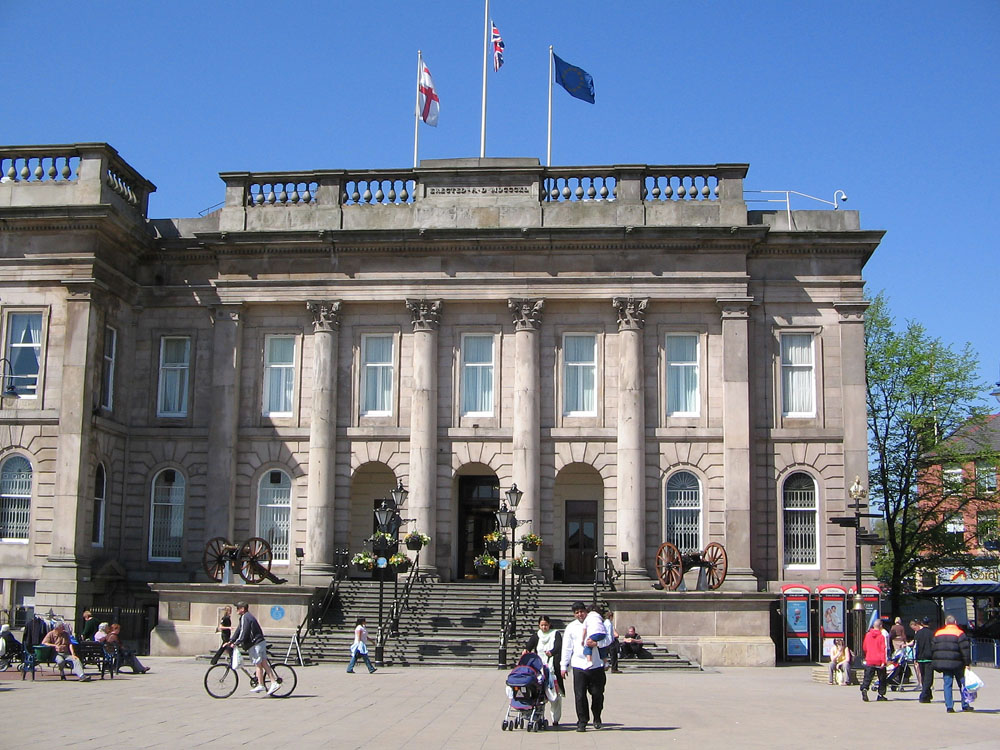
Stadshuset i Ashton-under-Lyne.

Ashton-under-Lyne är en stad i grevskapet Greater Manchester i England. Staden ligger i distriktet Tameside, 10 kilometer öster om Manchester. Tätortsdelen (built-up area sub division) Ashton-under-Lyne hade 45 198 invånare vid folkräkningen år 2011.